# 科爾基奧克區
科爾基奧克區（西班牙語：Distrito de Colquioc），是秘魯的一個區，位於該國北部安卡什大區的博洛涅西省，始建於1965年1月29日，面積274.61平方公里，海拔高度743米，2005年人口1,972，人口密度為每平方公里7.2人。